# Mission
För andra betydelser, se Mission (olika betydelser).
Mission (latin missio, sändning) är främst verksamhet som avser utbredande av en religion genom undervisning och andlig påverkan. Begreppet förknippas främst med kristendomen och den som sprider de religiösa budskapen kallas missionär. Till icke missionerande religioner hör zoroastrismen och judendomen. 
Ordet mission har även använts för svensk militärs utlandstjänstgöring. Det tidigare svenska bruket av att benämna diplomatisk beskickningar "diplomatiska missioner" har avtagit.

## Kristen mission
Kristen mission sträcker sig tillbaka till apostlatiden, då Jesu lärjungar med medhjälpare spred kristendomen över världen. 

### Omvändelsemission
Med början omkring år 1800 kom bibeltexten Matt 28:18-20 att kallas ”missionsbefallningen”:
Då gick Jesus fram till dem och talade till dem: ”Åt mig har getts all makt i himlen och på jorden. Gå därför ut och gör alla folk till lärjungar: döp dem i Faderns och Sonens och den heliga Andens namn och lär dem att hålla alla de bud jag har gett er. Och jag är med er alla dagar till tidens slut”
I kolonisationens spår växte en iver i de västerländska kyrkorna att sprida det kristna evangeliet till nya geografiska platser.  Kyrkor och missionssällskap samlade in pengar för att sända missionärer med uppgift att grunda nya församlingar och kyrkor. Man ville fortsätta det arbete aposteln Paulus påbörjade under det första århundradet, då han, enligt Nya Testamentet, spred budskapet om Jesus Kristus liv, död och uppståndelse i städerna runt Medelhavet. Sådan "yttre mission” kom att uppfattas som synonymt med omvändande av hedningar i Norden och senare i Afrika och Latinamerika. Ofta gick missionen hand i hand med kolonisationen. Inte minst den muslimska och judiska världen hörde till verksamhetsområdet i syfte att skapa nya församlingar. Kolonisatörerna kom också tacksamt att utnyttja dessa tjänster för att utbreda kristen tro till egna politiska syften.

### Inre mission
Man talade också om den inre missionen, i det egna folket, bland människor som mestadels redan var döpta ofta i någon typ av statskyrka. Termen användes först på 1840-talet av den tyske filantropen Johann Hinrich Wichern). Den inre missionen riktade sig såväl till icke troende som till "namnkristna". 
Rörelsen drevs av väckelsekristna, som ansåg att det för att vara kristen inte räckte att vara döpt och efter bästa förmåga hålla Guds bud. Den inre missionen skulle avhjälpa "det andliga och lekamliga nödtillståndet" som ansågs ligga bakom elände i landet. Till den inre missionen hörde bönemöten såväl som arbete bland fattiga och sjuka; här kan nämnas exempelvis Frälsningsarméns slumsystrar och diakonissrörelsen, som 1851 började bedriva sjukvård i Stockholm genom Svenska diakonissanstalten (senare Ersta diakoni).
Kopplingen till väckelskekristendom och lågkyrklighet märks på att den i danska Folkekirken vanligaste benämningen på lågkyrkligheten är Indre Mission.

### "Guds mission"
Idag lever ovanstående tolkning av begreppet kvar i en del kyrkor, medan andra ser kyrkan eller de kristna som redskap för Missio Dei (Guds mission), med syfte att upprätta och hela världen. Alla människor, inte enbart de kristna, anses ha ansvar för att ta hand om och förvalta Guds skapelse och allt som finns i den. Kyrkans uppdrag är med ett sådant synsätt främst att finnas till för att möta människors och jordens behov. Dessa företrädare vill vara ett tecken på Guds rike och att berätta om Jesus Kristus i ord och i handling, snarare än att värva medlemmar till den egna organisationen. 
På senare tid har även fler bibeltexter lyfts fram som vägledande för missionsuppdraget. Några av dem är följande:
Joh. 20:21 Jesus sade till dem igen: Frid åt er alla. Som Fadern har sänt mig sänder jag er.
Joh. 15:16-17 Ni har inte utvalt mig, utan jag har utvalt er och bestämt er till att gå ut i världen och bära frukt …Detta befaller jag er: att ni ska älska varandra
Matt. 25:35-40 Jag var hungrig och ni gav mig att äta, jag var törstig och ni gav mig att dricka, jag var hemlös och ni tog hand om mig, jag var naken och ni gav mig kläder, jag var sjuk och ni såg till mig, jag satt i fängelse och ni besökte mig […]Sannerligen, vad ni har gjort för någon av dessa minsta som är mina bröder, det har ni gjort för mig.
Luk. 4:17-21 Man gav honom profeten Jesajas bok. När han öppnade den fann han det ställe där det står skrivet: Herrens ande är över mig, ty han har smort mig till att frambära ett glädjebud till de fattiga. Han har sänt mig att förkunna befrielse för de fångna och syn för de blinda, att ge de förtryckta frihet och förkunna ett nådens år från Herren. Han rullade ihop boken och gav den tillbaka till tjänaren och satte sig. Alla i synagogan hade sina blickar riktade mot honom. Då började han tala till dem och sade: "Idag har detta skriftställe gått i uppfyllelse inför er som hör mig"
Denna vidare tolkning av missionsbegreppet har lett till att de större svenska kyrkornas internationella arbete numera består i att vittna om evangeliet i partnerskap med kyrkor runt om i världen, bland annat genom att bedriva religionsdialog, utvecklingssamarbete, arbete för mänskliga rättigheter, fred och försoning samt miljöarbete. På motsvarande sätt strävar församlingar och kyrkor efter att bistå marginaliserade och behövande människor på hemmaplan, vilket man ser det som en del av uppdraget.
Verksamhet bland redan döpta benämnes sedan 1900-talet vanligen evangelisation.

## Islamisk mission
Det arabiska ordet "dawa" betyder "muslimsk mission".
Den islamiska expansionen började redan under profetens Muhammeds sista levnadsår.

## Buddhistisk mission
De första buddhistiska missionärerna kallades "Dharma Bhanaks" och skickades av den indiske kejsaren Ashoka till Mauryariket, men även till medelhavsområdet, så långt som till Grekland, för att sprida buddhismen.